# Богданов, Леонид Семёнович
Леонид Семёнович Богданов (24 апреля 1893, Владимир — 5 августа 1973, там же) — советский библиограф, библиофил и краевед.

## Биография
В 1910 году поступил на педагогические курсы, который он окончил в 1912 году.
После окончания учёбы состоял на службе в различных государственных учреждениях. Интерес к изучению истории Владимирского края приобрёл под влиянием крупных краеведов и библиографов А. В. Смирнова и И. Ф. Масанова, историка архитектуры Н. Н. Воронина.
В области библиографоведения опубликовал свыше 5500 статей, в частности, собрал и опубликовал материалы о пребывании А. И. Герцена во Владимире.
Имел очень богатую личную библиотеку (около 1500 книг и 1000 экслибрисов), которую незадолго до смерти завещал всё ОУНБ имени А. М. Горького, всё поступило в 1974 году.
Похоронен на Кладбище «Байгуши».

## Научные работы
Основные научные работы посвящены библиографоведению, а также краеведению Владимира и Владимирской области.